# Аниене
Аниене (на италиански: Aniene; на латински: Anio, Анио) е река в Италия. Дълга е 99 km и е главният ляв приток на река Тибър. Извира на границата между Лацио и Абруцо в планининската верига Симбруини (Monti Simbruini, името на тази планинска верига идва от sub imbribus, „под водата“), между римската провинция и провинцията на Фрозиноне. От тази планина започват множество реки, ручеи и извори, поради особеността на терена и честите валежи. Тук се намират също и известните термални извори и едноименния град Фиуджи. Любопитен факт е че известният фонтан Треви (Fontana di Trevi, от името на градчето Треви нел Лацио) в Рим се захранва по стар римски водопровод с водите идващи от планината Симбруини. След като премине през градовете Субиако и Виковаро и през водопадите край град Тиволи Аниене протича в римската равнина и се влива в Тибър на нивото на моста Саларио в Рим.

## Фотогалерия
- Река Аниене при Субиако
- Водопад на Аниене край град Тиволи
- Водопад на Аниене край град Тиволи
- Водопад на Аниене край град Тиволи